# بي. واين غود
بي. واين غود هو سياسي أمريكي، ولد في 20 أغسطس 1937 في سانت لويس في الولايات المتحدة، وتوفي في 3 أكتوبر 2020. نشط حزبياً في الحزب الديمقراطي. وقد انتخب عضو مجلس ولاية ميزوري ‏.